# 爵迹临界天下
《爵迹临界天下》（英語：L.O.R.D. Critical World），2019年中国大陆架空历史古装剧。本剧改编自作家郭敬明的小说《爵迹》，由郑元畅、张铭恩、黄梦莹、季晨、熊乃瑾领衔主演，爱奇艺于2019年5月27日首播。

## 播出时间
| 频道   | 所在地 | 播出日期      | 播出时间 |
| ------ | ------ | ------------- | -------- |
| 爱奇艺 | 中国   | 2019年5月27日 |          |

## 演员列表

### 主要演员
| 演員   | 角色             | 介紹 |
| 郑元畅 | 銀塵             | 前一度王爵吉美的天之使徒 ➤ 七度王爵，後為救吉美下落不明。 天賦：無限靈器同調/無限靈獸/四象極限。 靈獸：雪刺。 靈器：無限。                                                           |
| 郑元畅 | 修川地藏         | 吉美之後的新一度王爵，有着和银尘一樣的面容，被麒零用計由借助幽冥的靈器死靈鏡面中走出的自己殺死。 天賦：窒息。                                                                        |
| 郑元畅 | 修川地藏三位使徒 | |
| 张铭恩 | 麒零             | 七度使徒 ➤ 七度王爵，白銀祭司以漿芝所締造之完美容器(零度王爵)。喜歡神音。 天賦：無限魂器/無限魂獸。 靈獸：蒼雪之牙。 靈器：審判之輪中的時間之劍、女神的裙擺碎片。                    |
| 黄梦莹 | 神音             | 二度使徒(殺戮使徒) ➤ 一度使徒，現代侵蝕者。喜歡麒零。 天賦：被動進化。 靈獸：織夢者。 靈器：束龍。                                                                                   |
| 熊乃瑾 | 蓮泉             | 五度使徒 ➤ 雙身王爵 (五度及六度王爵) 。 天賦：催眠極大範圍的魂獸(五度) / 永生 (六度)。 靈獸：闇翅/海銀（繼承逢魂之靈獸）。 靈器：回生鎖鏈。                                          |
| 肖燕   | 幽花             | 六度使徒，六度王爵錫流與其使徒所生之女，天極之外孫女，後為救蓮泉而犧牲。 天賦：極限的再生能力(其灵魂回路并不完全，是其在母亲体内吸取所得)。 天賦：永生。 靈獸：滅蒙鳥。 靈器：冰弓。 |

### 其他演员
| 演員   | 角色   | 介紹 |
| 刘剑羽 | 漆拉   | 前前任一度王爵，天之使徒為鹿覺；吉美出現後，成為三度王爵。 天賦：對時間空間超越極限的控制。                                                     |
| 李宗翰 | 吉美   | 前任一度王爵，後讓位給蕾婭。玄滄最強靈術師。 天賦：四象極限。 靈獸：寬恕（上古四大靈獸之一）。 靈器：審判之輪。                                 |
| 張帆   | 葛蘭仕 | 前一度王爵吉美的地之使徒，奉祖金王之命保護祖金之子泱澤。                                                                                        |
| 趙崢   | 錫流   | 原六度王爵，在執行任務中失蹤，化為永生島，囚禁吉美的監獄。 天賦：永生。                                                                         |
| 朱杰   | 缝魂   | 原五度王爵，蓮泉之兄長，後故意被霓虹殺死讓妹妹繼承爵位。 天賦:催眠並控制各種靈獸。 靈獸：海銀。                                                 |
| 趙藝   | 蕾娅   | 四度王爵 ➤ 一度王爵，上代侵蝕者。是吉美以外唯一看過《風水禁言錄》的人。 天賦：感知能力，精神浸染(於後期獲得神音姐姐的天賦)。 靈器：女神的裙擺。 |
| 何龙龙 | 霓虹   | 四度使徒，現代侵蝕者，把靈力傳給神音後死亡。 天賦:無感。                                                                                        |
| 王闯   | 幽冥   | 二度王爵(殺戮王爵)，上代侵蝕者。與蕾婭關係曖昧。 天賦：擅長吸收靈魂回路。 靈獸:諸神黃昏(上古四大靈獸之一)。 靈器：死靈鏡面。                    |
| 季晨   | 泱澤   | 暗潮首領，同時為祖金王之子，將玄鳥之力傳給麒零，後被幽冥的衝擊波撞飛而死。                                                                      |
| 姚橹   | 南曜王 | 泱澤叔父，被白銀祭師控制的一枚棋子 |
| 泓萱   | 施離   | 暗潮成員，喜歡泱澤 |
| 厲蔺菲 | 離吉   | 性格古怪的小女孩，前被野生的蒼雪之牙瞬間殺死，後在靈塚被三度王爵瞬間殺死，魂飛魄散， 靈獸：骨蝶                                                 |